# Feliks Barański
Feliks Barański (Leópolis, 18 de maio de 1915 — Cracóvia, 10 de fevereiro de 2006) foi um matemático polonês.
Nascido em Leópolis, Áustria-Hungria, atualmente Ucrânia, foi um membro ativo da Escola de Matemática de Leópolis. Juntou-se ao grupo de jovens talentosos matemáticos aglomerados a Stefan Banach e Hugo Steinhaus. Durante o período da ocupação alemã de Leópolis durante a Segunda Guerra Mundial, trabalhou como alimentador de piolhos no instituto de Rudolf Weigl.
Expulso de Leópolis após a guerra, estabeleceu-se em Cracóvia, onde trabalhou na Universidade Técnica de Cracóvia. Foi membro da Sociedade Matemática Polonesa.